# William Alexander Palomino Bellido
William Alexander Palomino Bellido es un arquitecto peruano especializado en la conservación y restauración del patrimonio histórico. Ha desarrollado una destacada carrera en la preservación de monumentos y edificaciones patrimoniales principalmente en Arequipa y otras regiones del Perú.

## Formación académica
Palomino Bellido egresó como arquitecto de la Universidad Nacional de San Agustín de Arequipa (UNSA) en 1996. Posteriormente, obtuvo una maestría en Restauración y Rehabilitación del Patrimonio Arquitectónico y Urbanístico en la Universidad de Alcalá, España, en 2007.

## Carrera profesional
Inició su trayectoria profesional en 1997 en el Instituto Nacional de Cultura del Perú, donde fue responsable del Departamento de Arquitectura hasta el año 2000. Durante este período, participó en la restauración de importantes templos en el Valle del Colca, incluyendo los de Maca, Lari, Madrigal, Achoma, Chivay y Coporaque.
Uno de sus logros más relevantes fue su participación en el equipo que consiguió la declaración del Centro Histórico de Arequipa como Patrimonio Cultural de la Humanidad por la UNESCO en el año 2000. A lo largo de su carrera, ha liderado la restauración de más de 240 casonas y edificios históricos en Arequipa, entre ellos la Catedral, la iglesia de San Ignacio de la Compañía de Jesús y el puente Bolognesi.
Además, fue gerente del Centro Histórico de Arequipa, impulsando proyectos de peatonalización y la implementación de ciclovías en la ciudad.

## Docencia e investigación
Desde 2010, Palomino Bellido se desempeña como docente en la Facultad de Arquitectura y Urbanismo de la UNSA, donde también ocupa el cargo de Secretario Académico. Su labor académica incluye la investigación en educación superior y técnicas de conservación del patrimonio.

## Reconocimientos
En 2021, el Colegio de Arquitectos del Perú reconoció su destacada labor en la defensa y conservación del patrimonio histórico, en el marco del Bicentenario del Perú.

## Enfoque y contribuciones
Palomino Bellido es reconocido por su defensa de la autenticidad en la conservación del patrimonio, promoviendo intervenciones mínimas que respeten la originalidad de las edificaciones. Su trabajo integra la investigación, la docencia y la gestión pública para garantizar la preservación del legado arquitectónico en Perú.
William Alexander Palomino Bellido es un arquitecto peruano especializado en conservación y restauración del patrimonio histórico. Es reconocido por su labor en la protección del Centro Histórico de Arequipa, declarado Patrimonio Cultural de la Humanidad por la UNESCO en el año 2000.

## Biografía
Nacido en Arequipa, Palomino Bellido es arquitecto por la Universidad Nacional de San Agustín de Arequipa (UNSA), donde actualmente ejerce como docente y secretario académico en la Facultad de Arquitectura y Urbanismo. Su trabajo se centra en la restauración arquitectónica, conservación del patrimonio y educación superior.

## Trayectoria profesional
Desde el inicio de su carrera, ha dirigido más de 240 proyectos de restauración de bienes inmuebles de valor monumental. Entre sus obras más destacadas se encuentran:
- Monitoreo de la Catedral de Arequipa, ícono religioso y arquitectónico del centro histórico.
- Intervención en la Iglesia de la Compañía de Jesús, centrada en la restauración de su cúpula.
- Puesta en valor del Puente Bolognesi, importante infraestructura histórica.
- Rehabilitación de tambos históricos como La Cabezona, Bronce y Matadero.
- Recuperación de casonas coloniales, entre ellas la casa Cornejo y otras edificaciones tradicionales del centro histórico de Arequipa.

## Reconocimientos
En 2021 fue homenajeado por el Colegio de Arquitectos del Perú por su destacada labor en la defensa del patrimonio nacional, como parte de las celebraciones por el Bicentenario del Perú.

## Labor académica
Además de su actividad profesional, Palomino Bellido se desempeña como profesor universitario y dirige investigaciones sobre pedagogía en arquitectura y técnicas de conservación del patrimonio. Forma parte del equipo docente de la Facultad de Arquitectura y Urbanismo de la UNSA.